# Municipio de Oakdale (Illinois)
El municipio de Oakdale (en inglés, Oakdale Township) es un municipio ubicado en el condado de Washington, Illinois, Estados Unidos. Según el censo de 2020, tiene una población de 561 habitantes.

## Geografía
Está ubicado en las coordenadas 38°15′24″N 89°32′28″O / 38.25667, -89.54111. Según la Oficina del Censo de los Estados Unidos, tiene una superficie total de 96.9 km², de la cual 96.8 km² corresponden a tierra firme y 0.1 km² son agua.

## Demografía
Según el censo de 2020, hay 561 personas residiendo en la zona. La densidad de población es de 5.8 hab./km². El 95.2 % de los habitantes son blancos, el 0.5 % son afroamericanos el 0.4 % son asiáticos, el 0.2 % es amerindio, el 1.2 % son de otras razas y el 2.5 % son de una mezcla de razas. Del total de la población, el 1.6 % son hispanos o latinos de cualquier raza.